# Фарини
Фарини (итал. Farini) —  коммуна в Италии, располагается в регионе Эмилия-Романья, в провинции Пьяченца.
Население составляет 1606 человек (2008 г.), плотность населения составляет 14 чел./км². Занимает площадь 112 км². Почтовый индекс — 29023. Телефонный код — 0523.
Покровителем коммуны почитается святой Иосиф Обручник, празднование 19 марта.

## Демография
Динамика населения:

## Администрация коммуны
- Официальный сайт: http://www.comune-farini-pc.it/ Архивная копия от 18 мая 2008 на Wayback Machine